# Rebecca DiPietro
Rebecca DiPietro (Providence, 14 de abril de 1979) é uma modelo americana e integrante do WWE Diva. É mais conhecida por ser entrevistadora nos bastidores do programa de televisão ECW on Sci Fi, da WWE.

## Carreira
Como modelo, Rebecca havia estampado as páginas de uma das edições da revista Playboy americana. Em 2003, novamente apareceu na revista, como uma "Cyber Girl da Semana", na primeira semana de junho. Também foi capa da revista Stuff e Miss Hawaiian Tropics USA em 2005.
Em 2006, participou do concurso WWE Diva Search, do qual foi uma das finalistas, sendo eliminada no dia 31 de julho. Quatro dias após sua eliminação, Rebecca fora contratada pela WWE, para atuar nos bastidores do Deep South Wrestling. Posteriormente, participou de concursos de biquíni do evento.
Em 17 de outubro de 2006, estreou como entrevistadora dos bastidores do programa ECW on Sci Fi. No mesmo ano, fez uma aparição em uma das lutas do WWE Women's Championship, no evento pay-per-view promovido pela WWE, intitulado Cyber Sunday.
Em março de 2007, Rebecca solicitou o rompimento do contrato com a WWE.